# Elecciones presidenciales de Camerún de 2004
Elecciones presidenciales se celebraron en Camerún el 11 de octubre de 2004. El presidente Paul Biya fue reelegido fácilmente en una elección en que la oposición afirmó haber presenciado un fraude electoral generalizado.

## Candidatos
Después de anunciar que las elecciones presidenciales se celebrarían el 11 de octubre, Biya confirmó el 16 de septiembre que se presentaría a la reelección. Antes de su anuncio, hubo llamados de grupos como profesores universitarios y más de 100 exfutbolistas para que volviera a presentarse.
Otros 15 candidatos se opusieron a Biya luego de que la oposición no lograra ponerse de acuerdo sobre un candidato de consenso. Una coalición de 10 partidos nominó a Adamou Ndam Njoya para las elecciones, pero su candidatura fue rechazada por el veterano político de la oposición John Fru Ndi, quien también decidió presentarse.

## Campaña
Biya inicialmente no hizo campaña en las elecciones y solo hizo su primera parada de campaña en la última semana antes del día de las elecciones. Biya describió a sus oponentes como inexpertos y dijo que era la única persona que podía evitar la anarquía en Camerún. También se comprometió a mejorar la educación, la salud y los derechos de las mujeres, así como a descentralizar y desarrollar la industria y el turismo. Uno de los eslóganes de la campaña de Biya fue "mosquiteros gratis para madres embarazadas", pero hubo un gran escepticismo sobre las promesas hechas por Biya después de su fracaso en lograr las realizadas en elecciones anteriores.
Los candidatos de la oposición dijeron que el gobierno había manejado mal la economía y no había abordado la pobreza generalizada. John Fru Ndi atrajo a más simpatizantes a sus mítines que cualquier otro de los candidatos de la oposición, con hasta 30,000 asistentes a su manifestación en Douala. Se comprometió a restablecer las escalas salariales previas para los trabajadores, reducir la corrupción y la pobreza, eliminar los aranceles en la universidad y eliminar los impuestos de las pequeñas empresas.

## Desarrollo
Los candidatos de la oposición criticaron las elecciones por haber visto cantidades significativas de votos múltiples a favor de Biya y porque las fuerzas de seguridad habían hostigado a los agentes de la oposición en los colegios electorales. Describieron la elección como manipulada y apelaron al Tribunal Supremo para anular los resultados. Sin embargo, la mayoría de los observadores internacionales dijeron que a pesar de algunas deficiencias, la elección había sido principalmente satisfactoria. Estos incluyeron a un grupo de ex congresistas de los Estados Unidos que calificaron la elección como "justa y transparente"; sin embargo, la Federación Internacional de Derechos Humanos disintió y dijo que la elección había sido testigo de muchas irregularidades.

## Resultados
El 25 de octubre de 2004, el Tribunal Supremo confirmó los resultados y rechazó las quejas de la oposición. Los resultados finales vieron a Biya obtener un 70.9% del voto contra el 17.4% para su rival más cercano, John Fru Ndi.
| Candidato                          | Partido                                            | Votos     | %     |
| ---------------------------------- | -------------------------------------------------- | --------- | ----- |
| Paul Biya                          | Movimiento Democrático del Pueblo Camerunés        | 2,665,359 | 70.92 |
| John Fru Ndi                       | Frente Socialdemócrata de Camerún                  | 654,066   | 17.40 |
| Adamou Ndam Njoya                  | Unión Democrática de Camerún                       | 168,318   | 4.48  |
| Garga Haman Adji                   | Alianza para la Democracia y el Desarrollo         | 140,372   | 3.74  |
| Justin Mouafo                      | Nacionalismo de los Patriotas Cameruneses          | 14,915    | 0.40  |
| Yondo Mandengue Black              | Movimiento Social por Nueva Democracia             | 13,601    | 0.36  |
| Anicet Ekane                       | Movimiento Social por Nueva Democracia             | 13,290    | 0.35  |
| Fritz Pierre Ngo                   | Movimiento Ecológico de Camerún                    | 13,122    | 0.35  |
| Jean Michel Tekam                  | Partido de la Socialdemocracia                     | 12,785    | 0.34  |
| Victorin Hameni Bieuleu            | Unión de Fuerzas Democráticas                      | 11,920    | 0.32  |
| Boniface Forbin                    | Partido de Justicia y Desarrollo                   | 10,542    | 0.28  |
| Djeukam Tchameni                   | Movimiento por la Democracia y la Interdependencia | 10,539    | 0.28  |
| Jean-Jacques Ekindi                | Movimiento Progresivo                              | 10,158    | 0.27  |
| Hubert Kamgang                     | Unión de Poblaciones Africanas                     | 7,508     | 0.20  |
| George Dobgima Nyamndi             | Congreso Social Liberal                            | 6,730     | 0.18  |
| Gustave Essaka                     | Democracia Integral de Camerún                     | 4,996     | 0.13  |
| Votos nulos/en blanco              | Votos nulos/en blanco                              | 72,051    | –     |
| Total                              | Total                                              | 3,830,272 | 100   |
| Votantes registrados/participación | Votantes registrados/participación                 | 4,657,748 | 82.23 |
| Fuente: African Elections Database |                                                    |           |       |